# Фелисбургу
Фелисбургу (порт. Felisburgo) — муниципалитет в Бразилии, входит в штат Минас-Жерайс. Составная часть мезорегиона Жекитиньонья. Входит в экономико-статистический микрорегион Алменара. Население составляет 6418 человек на 2006 год. Занимает площадь 593,962 км². Плотность населения — 10,8 чел./км².

## История
Город основан 1 марта 1963 года.

## Статистика
- Валовой внутренний продукт на 2003 год составляет 16 586 334,00 реалов (данные: Бразильский институт географии и статистики).
- Валовой внутренний продукт на душу населения на 2003 год составляет 2617,38 реалов (данные: Бразильский институт географии и статистики).
- Индекс развития человеческого потенциала на 2000 год составляет 0,642 (данные: Программа развития ООН).